# Kauai
Kauai (oficialment en hawaià Kauaʻi) és una de les illes Hawaii situada a 170 km al nord-oest d'Oahu. Administrativament el Comtat de Kauaʻi inclou a més l'illa Niihau. Les seves coordenades són 22° 3′ N, 159° 30′ O / 22.050°N,159.500°O.

## Geografia

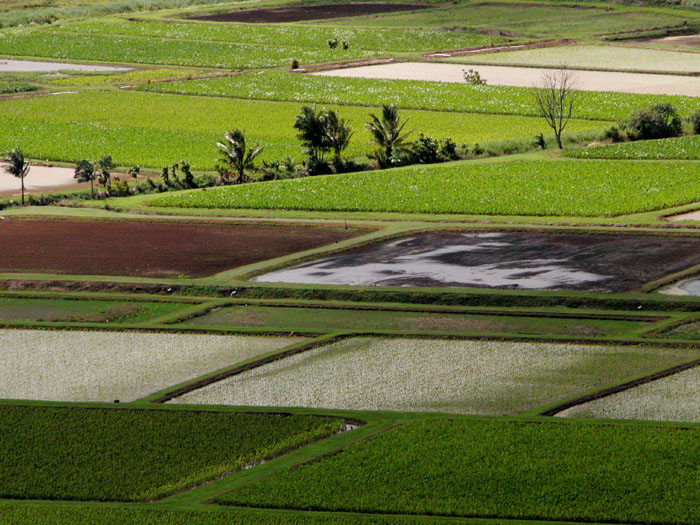
Camps de taro

L'illa és d'origen volcànic i muntanyosa amb una altitud màxima de 1.598 m al mont Kawaikini. El segon cim més alt és el Mount Waiʻaleʻale, que significa 'onades d'aigua', situat al centre de l'illa. És un dels llocs més humits del món amb una precipitació anual d'11.700 mm, aproximadament. L'alta pluviositat ha format per erosió profundes valls a l'interior de l'illa, congostos i espectaculars salts d'aigua. Popularment Kauai es coneix com l'illa Jardí (Garden Isle). La superfície total és de 1.430,4 km².
La població total al cens del 2000 era de 58.303 habitants. La ciutat de Lihue (Līhuʻe), situada a la costa sud-est de l'illa, és la ciutat més gran i la capital del Comtat de Kauaʻi. Waimea, al sud-est de l'illa, és l'antiga capital situada a la desembocadura del riu Waimea que ha format un impressionant congost de 900 m de profunditat, el Waimea Canyon.

## Història

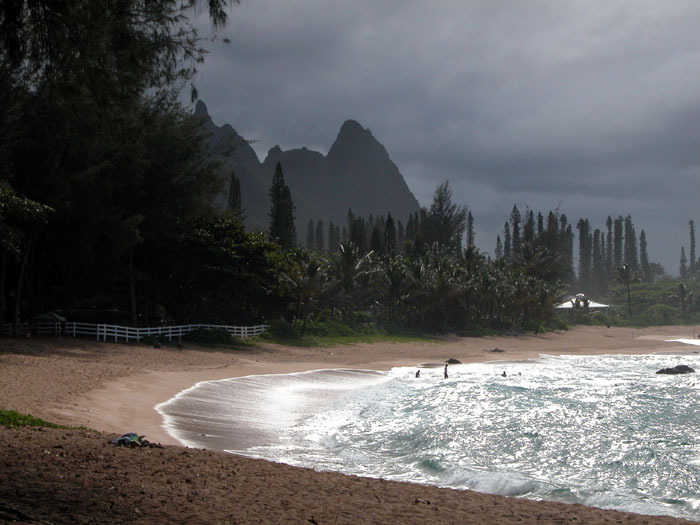
Bali Hai

Kauai tenia un dialecte diferenciat del hawaià, avui extingit. Una característica dialectal era la pronunciació de /k/ com /t/. Per això el nom local de Kauaʻi era Tauaʻi. El 1778 va arribar l'anglès James Cook a Waimea, al sud-oest de Kauai, anotant el nom com Atooi o Atuhi.
Les illes de Kauai i Niihau, les més allunyades de l'illa de Hawaii, van ser les últimes a integrar-se al regne de Hawaii, el 1810 durant el regnat de Kamehameha.
L'illa de Kauai té desenvolupament turístic moderat i el paisatge no ha sigut gaire modificat. Aquí s'han filmat pel·lícules com Blue Hawaii d'Elvis Presley, Jurassic Park a Waimea Canyon, o els dibuixos de Lilo & Stitch.

## Llocs d'interès

### Lihue
Lihue (Līhuʻe) és la ciutat més important de l'illa. Disposa de l'aeroport de Līhuʻe i del principal port a Nāwiliwili Bay, al sud-est de la ciutat. És la seu administrativa del comtat i el centre comercial de l'illa.

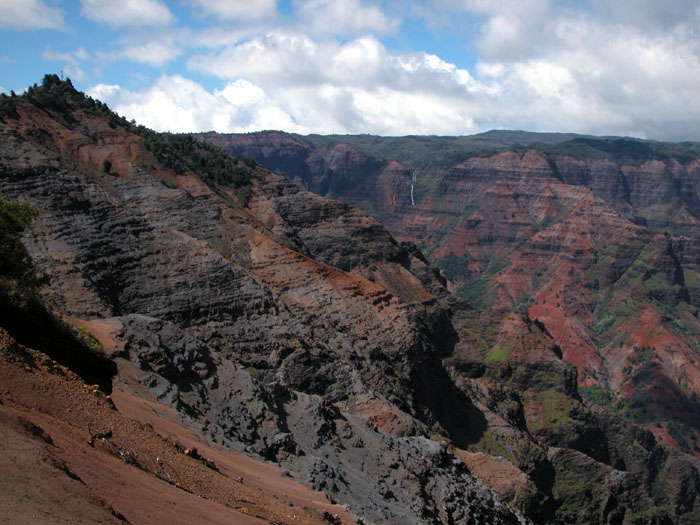
Congost de Waimea

### Waimea Canyon
El congost de Waimea està inclòs al Parc Estatal de Waimea Canyon amb una superfície total de 7,5 km². És una àrea natural amb nombroses senderes excursionistes. És una atracció turística anomenada «el Gran Canyó del Pacífic».

### Na Pali
El Parc Estatal de la Costa Nā Pali compren 26 km al llarg de la costa nord-oest de Kauai. Els pali, o penya-segats, tenen una alçada de 1.200 m sobre l'oceà. És inaccessible per carretera i es visita per senders excursionistes i des del mar, sovint amb caiacs.

### Mont Waiʻaleʻale
La pluviositat del Mont Waiʻaleʻale forma el riu Wailua. És l'únic riu navegable de Hawaii i un centre d'activitat en forma de barques de passeig, caiacs o esquí nàutic. Els salts de Wailua, de 24 m d'alçada, alimenten el riu.